# アーノルド・ズウィッキー
アーノルド・M・ズウィッキー（Arnold M. Zwicky、1940年9月6日 - ）は、アメリカ合衆国の言語学者。スタンフォード大学客員教授。オハイオ州立大学名誉教授.

## 経歴
ペンシルベニア州アレンタウンで生まれ。1962年、プリンストン大学より数学の学士号を取得。マサチューセッツ工科大学（MIT）でモリス・ハレに学び、1965年に言語学のPh.D.を取得した。